# 伍拉梅尔河
伍拉梅尔河（Wooramel River）是位于澳大利亚西部加斯科内的一条季节性河流，全长363千米。
该河流发源于McLeod Pyramid，在西部与Wooramel River North、Bilung Creek、 One Gum Creek、Nyarra Creek等六条支流汇合 ，然后穿过Pandara附近的Carnarvon-Mullewa Road和Carandibby山脉, 最后由鲨鱼湾流入印度洋。 其流域面积内40%的泥沙已被带走 ，下沉深度约357米。
该河流的河口已发生多次移位。